# Ceferino Reato
Ceferino Ovidio Ramón Reato (Crespo, Entre Ríos, 10 de octubre de 1961) es un periodista, analista, politólogo, psicólogo y escritor argentino. Actualmente desde el 2022 participa como panelista del debate de Gran Hermano Argentina en Telefe

## Trayectoria
Se desempeñó como redactor de la sección Política Nacional del diario Clarín en paralelo fue nombrado por el Menemismo como asesor de prensa de la embajada argentina ante la Santa Sede desde 1997 hasta 1999 y fue editor jefe del diario Perfil entre 2005 y 2010.
Es editor ejecutivo de la Revista Fortuna se desempeña como columnista de Perfil.com y opinaba en el programa de televisión Intratables que se emitía por América TV. Participó junto a Silvia Mercado en InfobaeTV. A partir del 2016 es coequiper de Clara Mariño en el programa periodístico “A Fuego Lento” que se emite por Canal 26.
Entre sus libros están Operación Traviata y Disposición Final que se escribió a partir de veinte horas de entrevistas con el exgeneral y dictador Jorge Rafael Videla entre octubre de 2011 y marzo de 2012, quien se encontraba preso y condenado por múltiples delitos de lesa humanidad en la base militar de Campo de Mayo.
Actualmente desde el 2022 participa como panelista del debate de Gran Hermano Argentina  en Telefe
En 2023 mantuvo cumpliendo el rol de panelista en El diario de Mariana en América TV.
Desde febrero de 2025, mantiene el rol de panelista en Cortá por Lozano en la pantalla de Telefe.[cita requerida]